# Atlètic Club d'Escaldes
L'Atlètic Club d'Escaldes, noto come Atlètic Escaldes, è una società calcistica andorrana con sede nella città di Escaldes-Engordany, fondata il 20 maggio 2002 da Vasco Aurelio.
Dopo la fondazione la squadra viene iscritta immediatamente al campionato di seconda divisione, dove gioca un buon primo campionato classificandosi terza; l'anno successivo, invece, riesce a vincerlo ed a essere promossa in prima divisione.

## Risultati
- 2002-03 3° in seconda divisione.
- 2003-04 1° in seconda divisione. Promossa in prima divisione.
- 2004-05 8° nella stagione regolare, 3° agli spareggi retrocessione. Resta in prima divisione.

## Rosa 2021-2022
| N. |                       | Ruolo | Calciatore       |
| -- | --------------------- | ----- | ---------------- |
| 1  | Spagna (bandiera)     | P     | Víctor López     |
| 13 | Spagna (bandiera)     | P     | Moreno           |
| 3  | Portogallo (bandiera) | D     | Carlos           |
| 4  | Andorra (bandiera)    | D     | Adrian Rodrígues |
| 32 | Argentina (bandiera)  | D     | Matías Rudler    |
|    | Andorra (bandiera)    | D     | Nieto            |
|    | Spagna (bandiera)     | D     | David            |
| 15 | Andorra (bandiera)    | D     | Walter           |
| 11 | Portogallo (bandiera) | D     | Nuno             |
| 14 | Spagna (bandiera)     | C     | Jordi            |
| 8  | Spagna (bandiera)     | D     | Xavier Vieira    |

| N. |                       | Ruolo | Calciatore               |
| -- | --------------------- | ----- | ------------------------ |
|    | Spagna (bandiera)     | C     | Gabi                     |
|    | Cile (bandiera)       | C     | Roca                     |
|    | Spagna (bandiera)     | C     | Ruben                    |
| 21 | Andorra (bandiera)    | C     | Joni                     |
|    | Venezuela (bandiera)  | C     | Edgar Valencia           |
|    | Portogallo (bandiera) | A     | Nuno Frias               |
|    | Andorra (bandiera)    | A     | Richard Ríos             |
| 20 | Andorra (bandiera)    | A     | Esteve                   |
| 16 | Spagna (bandiera)     | A     | Alexandre Martínez Palau |
|    | Spagna (bandiera)     | A     | Ramon Perearnau          |

## Palmarès

### Competizioni nazionali
- Primera Divisió: 1

2022-2023
- Coppa d'Andorra: 1

2022
- Segona Divisió: 1

2003-2004

## Statistiche e record

### Statistiche nelle competizioni UEFA
Tabella aggiornata alla stagione 2024-2025.
| Competizione                             | Partecipazioni | G | V | N | P | RF | RS |
| ---------------------------------------- | -------------- | - | - | - | - | -- | -- |
| Coppa dei Campioni/UEFA Champions League | 1              | 1 | 0 | 0 | 1 | 0  | 3  |
| UEFA Conference League                   | 3              | 6 | 0 | 1 | 5 | 2  | 10 |